# 1269 هـ
1269 هـ هي سنة في التقويم الهجري امتدت مقابلةً في التقويم الميلادي بين سنتي 1852 و1853.

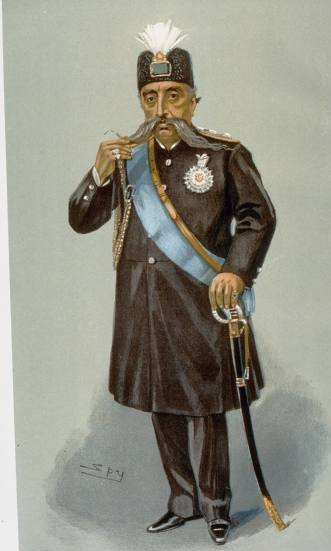
مظفر الدين شاه

## أحداث
- الأمام فيصل بن تركي يختار الرياض عاصمة الدولة السعودية الثانية.
- الأمام فيصل بن تركي يعلم اخوته بأن حكام حائل أصدقاء لنا الآن ولكن ليس بعد سنوات.
- الأمام فيصل بن تركي يعين اخوه جلوي وزيرا للدعوة الإسلامية.
- الأمام فيصل بن تركي يعين ابنه سعود بن فيصل أميرا لمحافظة الخرج.
- الأمام فيصل بن تركي يقوم بالحج مع أبنائه وأخوته إلا ابنه عبد الرحمن بن فيصل لصغر سنه.
- الأمام فيصل بن تركي يتسلم رسالة من طلال عبد الله الرشيد.

## مواليد
- يعقوب صروف
- محمد الكرود
- أبو القاسم الحفناوي
- خليل أحمد السهارنفوري
- شاهين مكاريوس
- مظفر الدين شاه

## وفيات
- أحمد بن هاشم
- محمد حجة الإسلام
- حجاب الشيرازي
- قرة العين القزوينية